# Punta Rubio
Punta Rubio ist eine Landspitze im Norden von Dodman Island im Archipel der Biscoe-Inseln westlich der Antarktischen Halbinsel.
Argentinische Wissenschaftler benannten sie. Der weitere Benennungshintergrund ist nicht überliefert.